# Jurandvor
Jurandvor je selo na otoku Krku, u dolini rječice Suha Ričina, na 2 km do općinskog središta Baške.

## Povijest
Jurandvor je osnovan u 16. stoljeću a sastoji se od naselja Čubranići i Juranići (nazvanim po imenima plemića). U centru naselja, u staroj jezgri Juranića nalazi se Jurin dvor po kome je naselje dobilo ime.
Benediktinci-glagoljaši na ostatcima rimske vile izgrađuju samostan sv. Lucije, a oko 1100. godine opat Dobrovit gradi sadašnju jednobrodnu ranoromaničku crkvu sv. Lucije na čijem se pročelju nalazi zvonik četverokutna tlocrta. Zvonik je u 19. stoljeću snižen za jedan kat, a na uglovima je ugrađena kamena plastika - simboli četiri evanđelista. Zvonik crkve je sagradio Andrija iz Krka.

## Stanovništvo
| broj stanovnika | 219   | 241   | 283   | 322   | 336   | 340   | 402   | 336   | 173   | 252   | 212   | 175   | 235   | 249   | 260   | 299   | 330   |
|                 | 1857. | 1869. | 1880. | 1890. | 1900. | 1910. | 1921. | 1931. | 1948. | 1953. | 1961. | 1971. | 1981. | 1991. | 2001. | 2011. | 2021. |

## Znamenitosti
Jurandvor je poznat kao mjesto gdje je pronađena Bašćanska ploča. Ona je pronađena 1851. u crkvi sv. Lucije. Crkveni kor bio je odijeljen kamenom pregradom koja je srušena, a namjesto toga postavljena je čuvena Bašćanska ploča. Danas se Bašćanska ploča nalazi izložena u auli Hrvatske akademije znanosti i umjetnosti u Zagrebu, a u crkvi svete Lucije je njena kopija. 
U crkvi se danas nalazi lapidarij sa spomenicima rimskog i starokršćanskog razdoblja, a u zvoniku je sačuvano zvono iz 14. stoljeću.
U blizini Jurandvora na predjelu Goričice je jedno od najstarijih hodočasničkih svetišta u Hrvatskoj i najveće u Krčkoj biskupiji, svetište Majke Božje Goričke. Začetke su dali benediktinci. Neno Kužina snimio je o svetištu dokumentarni film Majka Božja Gorička: Šest stoljeća tajanstvene prisutnosti.

## Vanjske poveznice

### Sestrinski projekti
|  | Zajednički poslužitelj ima još gradiva o temi Jurandvor |